# Domagkateliers

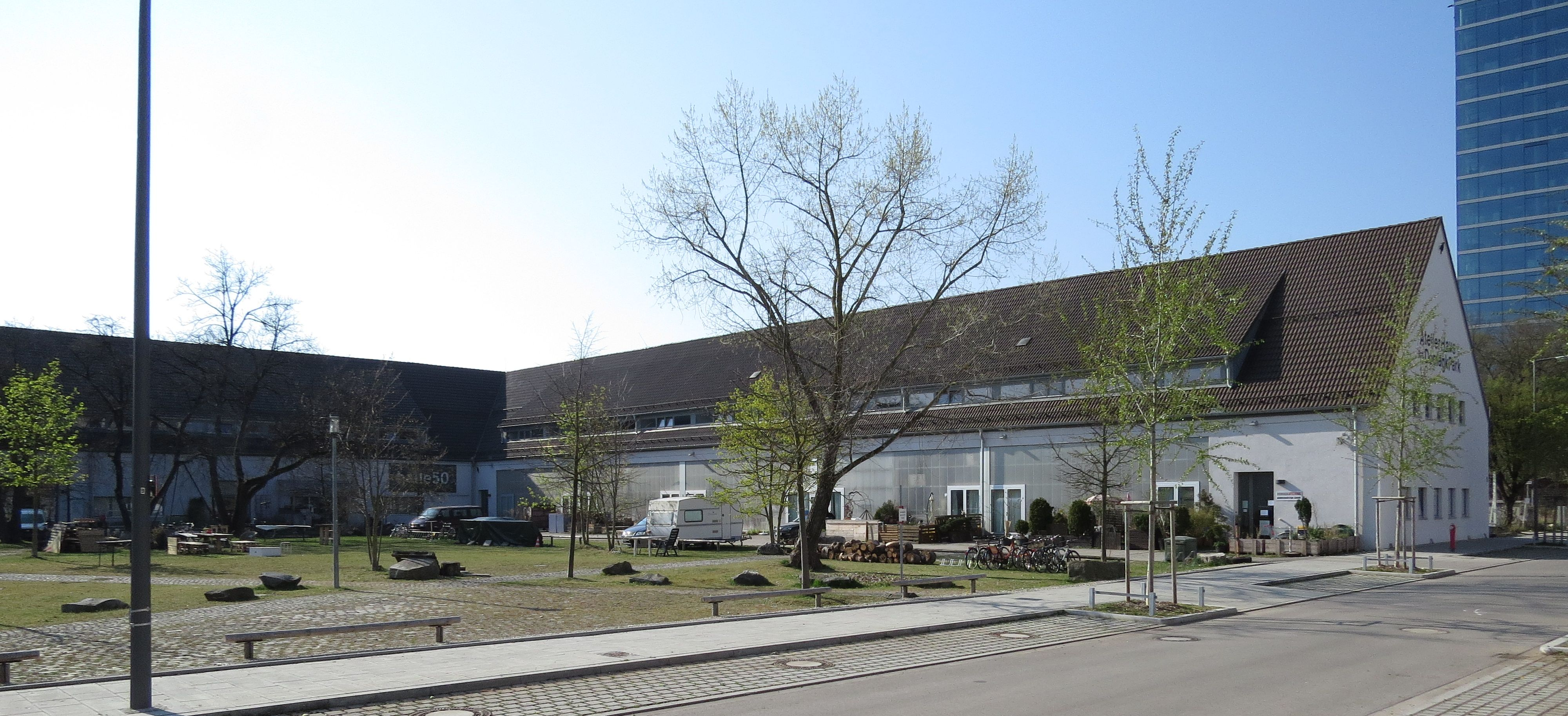
Atelierhaus im Domagkpark, Halle 50

Die Domagkateliers waren Europas größte Künstlerkolonie an der Domagkstraße 33 im heutigen Domagkpark, der sich im Norden des Stadtteils Schwabing befindet. 

## Geschichte
Die Künstlerkolonie auf dem Gelände der ehemaligen Funkkaserne besteht seit etwa 1993 und umfasste 2004 etwa 250 Atelierräume. Das Gelände befindet sich im Besitz der Stadt München und wird von einer gemeinnützigen GmbH selbstverwaltet.
In alten Kasernengebäuden befanden sich die Ateliers, Studios und Band-Proberäume von über 200 Künstlern. Jeden dritten Sonntag im Monat öffnen einige Ateliers im Rahmen des Künstlersonntags ihre Türen für Kunstinteressierte. Einmal pro Jahr, meist am dritten Wochenende im Juli, findet die Veranstaltung Domagkateliers statt, bei der alle Künstlerateliers zur Besichtigung offenstehen.
Ab 2005 mussten die ersten Häuser im Zuge der geplanten Errichtung des neuen Stadtviertels Domagkpark mit bis zu 4000 neuen Wohnungen geschlossen werden. Weitere Häuser wurden in den kommenden Jahren stillgelegt.
Im Vorfeld der Schließung des Hauses 49 im Juli 2011 riefen die Künstler zu Demonstrationen in der Innenstadt auf, um auf ihre Situation aufmerksam zu machen. Der Abriss dieses Hauses konnte dadurch aber nicht verhindert werden. Auf dem Grundstück errichtete die Genossenschaft Wagnis eG die preisgekrönte Wohnanlage WagnisArt.
Seit Mai 2009 steht der Künstlergemeinschaft nur noch ein Haus der ehemaligen Kaserne zur Verfügung, das Haus mit der Nummer 50. Die Ateliers firmieren seitdem unter dem Namen „Städtisches Atelierhaus am Domagkpark“. Neben den 101 Arbeitsateliers und zwei Gastateliers gibt es noch einen großen Ausstellungsraum, die Halle 50. Die Stadt München stellt die Halle 50 mit einer Ausstellungsfläche von ca. 200 m² der DomagkAteliers gGmbH mietfrei zur Verfügung.